# Montivipera kuhrangica
Montivipera kuhrangica là một loài rắn trong họ Rắn lục. Loài này được Rajabizadeh Nilson & Kami mô tả khoa học đầu tiên năm 2011.